# INTACS
intacs ist ein Schema für die Ausbildung und Zertifizierung von Assessoren für Prozess-Assessmentmodelle, die konform zu ISO/IEC 15504 Teil 2 sind.

## Geschichte
Das iNTACS-Schema wurde ab dem Jahr 2000 durch eine Gruppe europäischer Consultants entwickelt und basierte in der ersten Ausprägung auf dem Technical Report der ISO/IEC 15504. Design und Umsetzung des Schemas genügten ab der Veröffentlichung der ISO/IEC 15504 ab 2004 nicht mehr den Anforderungen der Nutzer, insbesondere denen der Automobilindustrie.
Die seit 2004 begonnene Überarbeitung des Ur-iNTACS-Schemas führte innerhalb des alten iNTACS-Boards im Jahr 2006 zu einer Trennung der Beteiligten und zur Neugründung der Schemen intacs (Schreibweise geändert) und intRSA, wobei intRSA mittlerweile nicht mehr fortgeführt und -entwickelt wird.
Zur anforderungsgemäßen Weiterentwicklung des intacs-Schemas wurde am 11. Mai 2006 der gleichnamige Verein intacs e.V. in Düsseldorf gegründet. intacs e.V. ist Eigentümer des gleichnamigen Schemas und stellt dieses interessierten Domänen zur Verfügung. Im neuen, überarbeiteten intacs-Schema, welches rein ehrenamtlich und ohne Marktinteressen arbeitet, wurden seither insbesondere die Forderungen der Nutzer nach domainunabhängiger Verwendbarkeit, Mehrsprachigkeit, Transparenz, hoher Qualität und Kontinuität umgesetzt. Nach wie vor arbeitet intacs auf dem Grundsatz der ehrenamtlichen Arbeit, die Mit- und Zuarbeit geschieht durch die Community selbst.

## Bücher zu Prozess-Assessmentmodellen
- Klaus Hörmann, Lars Dittmann, Bernd Hindel, Markus Müller: SPICE in der Praxis. Interpretationshilfe für Anwender und Assessoren. dpunkt.verlag, Heidelberg 2006, ISBN 3-89864-341-7.
- Markus Müller, Klaus Hörmann, Lars Dittmann, Jörg Zimmer: Automotive SPICE in der Praxis. Interpretationshilfe für Anwender und Assessoren. dpunkt.verlag, Heidelberg 2007, ISBN 978-3-89864-469-3.
- Holger Höhn, Bernhard Sechser, Klaudia Dussa-Zieger, Richard Messnarz, Bernd Hindel: Software Engineering nach Automotive SPICE: Entwicklungsprozesse in der Praxis: ein Continental-Projekt auf dem Weg zu Level 3. dpunkt.verlag, Heidelberg 2009, ISBN 978-3-89864-578-2.
- Paul-Roux Wentzel, Jürgen Schmied, Uwe Hehn, Michael Gerdom: SPICE im Unternehmen einführen: Ein Leitfaden für die Praxis. dpunkt.verlag, Heidelberg 2010, ISBN 978-3-89864-614-7.